# Peeter Olesk
Peeter Olesk (25 de dezembro de 1953 - 25 de novembro de 2021) foi um estudioso literário e político estoniano.

## Vida
Olesk nasceu em Tallinn em 25 de dezembro de 1953. Em 1972, formou-se em Filologia pela Universidade de Tartu.
De 1990 a 1993, foi diretor do Museu Literário da Estônia. De 1995 a 1999, ele foi o diretor da Biblioteca da Universidade de Tartu. De 1993 a 1994 foi Ministro da População e de 1994 a 1995 Ministro da Cultura.[carece de fontes?]
Olesk morreu em 25 de novembro de 2021, com 67 anos de idade.